# Pandanus houlletii
Pandanus houlletii là một loài thực vật có hoa trong họ Dứa dại. Loài này được Carrière miêu tả khoa học đầu tiên năm 1868.